# Irl (Regensburg)

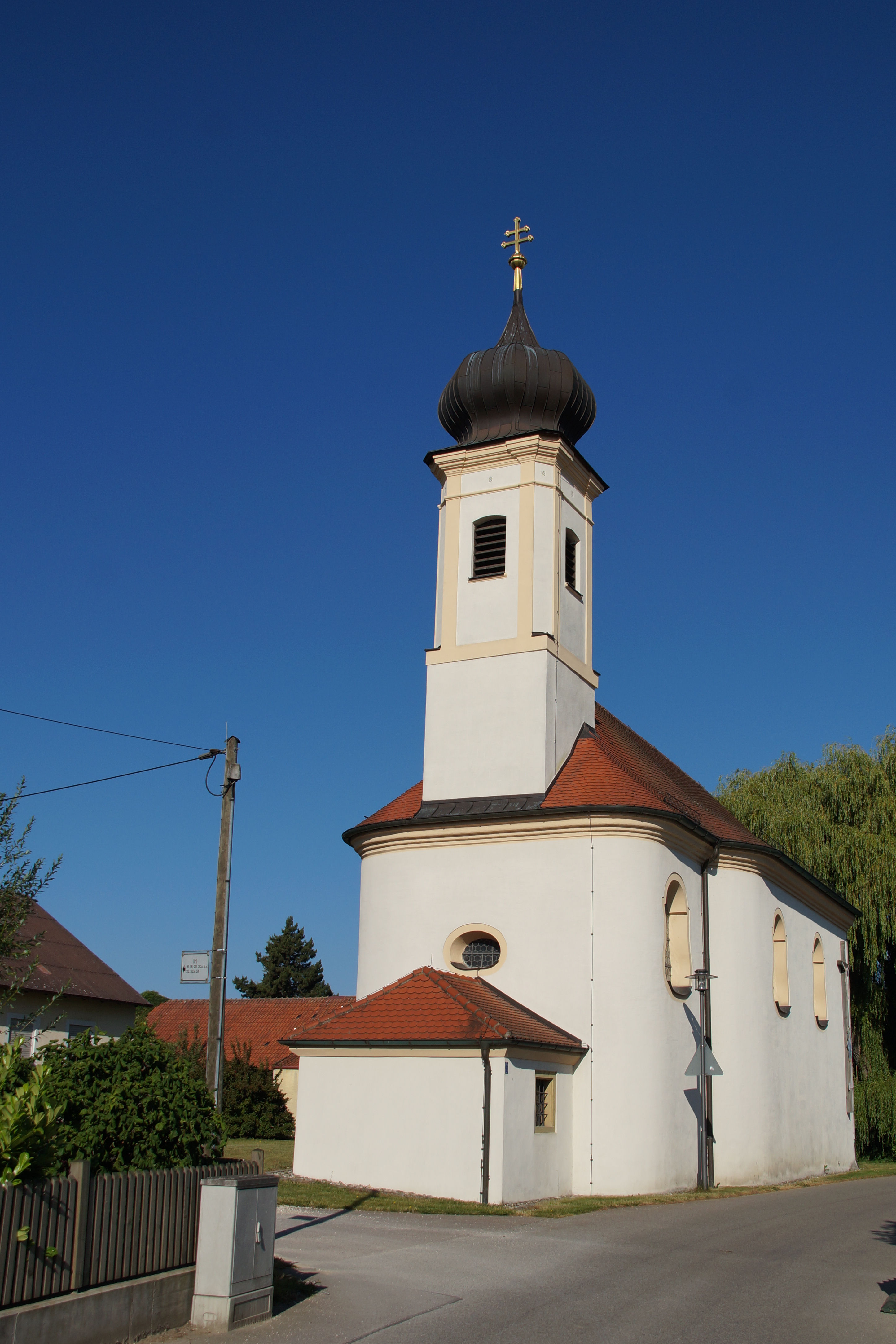
Außenansicht der Kirche St. Maria in Irl

Irl ist ein amtlich benannter Gemeindeteil der kreisfreien Stadt Regensburg und eine Gemarkung. Irl liegt im Osten des Stadtgebiets zwischen Donau und Bundesautobahn 3 im Ostenviertel, dem Stadtbezirk 10 von Regensburg.

## Geschichte
Das Kirchdorf Irl gehörte zum Pflegamt Barbing des Hochstifts Regensburg. Mit dem Reichsdeputationshauptschluss von 1803 wurde das Hochstift aufgelöst; der Ort fiel zunächst an das Fürstentum Regensburg Karl Theodor von Dalbergs und nur sieben Jahre später, 1810, an Bayern. Ab 1818 kam der Ort mit dem bayerischen Gemeindeedikt zur „Ruralgemeinde“ Barbing. Irl wurde am 1. Januar 1978 von der Gemeinde Barbing zur Stadt Regensburg umgegliedert. Nach dem Jahr 2000 wurden an der Stadtgrenze bei Irl große Möbelfachmärkte angesiedelt, wohl auch um der Abwanderung von Kaufkraft in das Umland entgegenzuwirken.
Die Gemarkung Irl liegt vollständig im Stadtgebiet von Regensburg. Auf ihr liegen die Orte Irl, Irlmauth und Kreuzhof.

## Sehenswürdigkeiten
- St. Maria (Irl), im Jahr 1759 im Rokokostil errichtet[4]